# Bronckhorst
Bronckhorst – gmina w prowincji Geldria w Holandii. W 2014 roku populacja wyniosła 36 941 mieszkańców. Stolicą jest miejscowość o tej samej nazwie.
Leży nad drogami prowincjonalnymi: N314, N315 oraz N316.

## Podział
Gmina dzieli się na pięć dzielnic. Łącznie w gminie znajduje się 44 wiosek.

### Dzielnice
| Nazwa                     | Liczba mieszkańców |
| ------------------------- | ------------------ |
| Wijk 00 Hengelo           | 8.355              |
| Wijk 01 Zelhem            | 11.370             |
| Wijk 02 Vorden            | 8.495              |
| Wijk 03 Steenderen        | 5.035              |
| Wijk 04 Hummelo en Keppel | 4.500              |